# Tôn Thất Hiệp (tướng Chúa Nguyễn)
Tôn Thất Hiệp (chữ Hán: 尊室協; 1653-1675) là một hoàng tử, con của chúa Hiền Nguyễn Phúc Tần. Ông từng là Nguyên soái thống lĩnh quân Đàng Trong đánh nhau với quân Trịnh vào năm 1673, về sau xuất gia, làm sư trụ trì chùa Minh Thiện thuộc dinh Thái Khang, nước Đại Việt (nay là Việt Nam).

## Thân thế và sự nghiệp
Ông tên thật là Nguyễn Phúc Thuần (阮福淳), còn có tên là Chiểu, con thứ tư  của chúa Hiền Nguyễn Phúc Tần. Mẹ là bà phi Châu Thị Viên. Chưa biết ông sinh tại đâu, chỉ biết khi vừa trai tráng, ông được cử giữ chức Chưởng cơ tước Hiệp Đức hầu, nên còn được người đời gọi là công tử Hiệp Đức.
Đến thời Minh Mạng, do xét kỵ húy chúa Định vương (Duệ Tông) Nguyễn Phúc Thuần, đồng thời có lệ cải họ Tôn Thất cho các hậu duệ tông thất thuộc chi thứ, tên ông được sử quan chép lại thành Tôn Thất Hiệp (尊室協).

### Là Nguyên soái
Sau khi đánh dẹp được nhà Mạc ở Cao Bằng (1667), tháng 6 dương lịch năm 1672, chúa Trịnh Tạc cử con là Trịnh Căn làm Nguyên súy cai quản thủy quân và Lê Thời Hiến (hay Lê Hiến) làm Thống suất bộ binh, đem 10 vạn quân (nhưng phao tin là 18 vạn hay hơn nữa) vào đánh chúa Nguyễn. Ngoài ra, chúa Trịnh Tạc còn hộ giá vua Lê Gia Tông khi ấy mới 12 tuổi, theo sau tiếp ứng. Khi nghe viên Trấn thủ Nam Bố Chính cấp báo, chúa Hiền liền họp triều thần chọn Nguyên soái để chỉ huy quân đội chống lại. Các tướng đồng đề nghị công tử Hiệp Đức, vì cho rằng tuy ông còn trẻ, chưa đầy 20 tuổi, chưa từng ra trận lần nào, nhưng là người có trí dũng, đáng được giao trọng trách ấy. Chúa Hiền chấp thuận, đồng thời cử thêm Vệ úy Mai Phúc Lãnh và Ký lục Võ Phi Thừa theo giúp việc cho con.
Vào khoảng tháng 9-10 (dương lịch) năm 1672 (Nhâm Tý), quân Trịnh đến Nam Bố Chính. Sau ba tháng dài dò xét, hăm dọa, tố cáo chúa Nguyễn không phục tùng nhà Lê; vương tử Trịnh Căn thử tấn công vào lũy Đồng Hới, rồi đưa đoàn chiến thuyền đến sông Gianh và sông Nhật Lệ để chờ đổ bộ. Biết tình thế ấy, công tử Hiệp Đức cho đắp thêm lũy Trấn Ninh, bố trí thêm súng thần công và cấp báo với chúa Hiền.
Tháng 1 (dương lịch) 1673, Lê Thời Hiến xua quân tấn công lũy Trấn Ninh nhưng bị thua khiến Trịnh Tạc nổi giận, nghiêm phạt các quan quân bại trận. Được tăng cường thêm lính, Lê Thời Hiến mở cuộc tấn công thứ hai rất mãnh liệt... Chỉ trong vòng một ngày chiến đấu, lũy Trấn Ninh bị phá nhiều chỗ và đôi bên đã giằng co, chiếm qua chiếm lại từng khu vực một.
Nao lòng, tướng chúa Nguyễn tên Trương Phúc Cang (hay Cương) toan bỏ lũy, qua cố thủ bên này sông Lê Kỳ nhưng công tử Hiệp Đức không đồng ý, và nói: "một khi quân ta rút lui, tất địch thừa thế lấn vào, vậy phải hết sức cố giữ, tôi tất đến cứu".
Sau đó, công tử Hiệp Đức liền sai quân phi ngựa đến lũy Sa Kỳ, truyền cho lão tướng Nguyễn Hữu Dật phải tức tốc qua lũy Trấn Ninh cứu khổn. Nhận lệnh ấy, theo nhà văn Sơn Nam, thì Nguyễn Hữu Dật đã lạnh lùng trả lời rằng: "Ta chỉ lo gìn giữ lũy Sa Phụ nầy mà thôi. Ngay từ hồi đầu chiến trận, ta không được ai chia sớt trách nhiệm nào ở lũy Trấn Ninh cả. Ta không dám đi!". Câu trả lời trong giây phút bất mãn, nhưng sau đó Nguyễn Hữu Dật liền hối hận...
Nhà văn Sơn Nam kể tiếp:
Nguyễn Hữu Dật chạy nhanh lên lũy Sa Phụ, đứng quan sát thực tế của chiến trận. Bên kia sông, súng thần công nổ vang rền, khói bốc mịt trời che lấp lũy Trấn Ninh. Chắc chắn Lê Thời Hiến chiếm ưu thắng và tướng sĩ Đàng Trong đang đại bại ở ngay mặt trận chánh. Ông dư hiểu: "Nếu mình không đi cứu viện thì công tử (Hiệp Đức) phải đi cứu viện, và liệu vị nguyên soái quá trẻ tuổi, thiếu kinh nghiệm ấy có đủ sức ứng phó?"
Nghĩ vậy, Hữu Dật tức tốc lên yên, kéo quân đến Trấn Ninh, dọc đường, ông cẩn thận vạt vỏ viết vào thân cây mấy chữ tóm tắt: "Hữu Dật đã qua cứu viện lũy Trấn Ninh, xin công tử (Hiệp Đức) đến giữ lũy Sa Phụ đang bỏ trống". Đọc tin ấy, công tử Hiệp Đức qua giữ lũy Sa Phụ và rồi đánh tan được đội thuyền tuần tiễu trên sông Nhật Lệ của Tham đốc Thắng.
Ở mặt trận Trấn Ninh, khi lão tướng đến được nơi ấy thì trời đã tối đen như mực. Trước cảnh binh sĩ lớp chết, lớp bị thương, số còn lại chiến đấu gần như tuyệt vọng, ông ra lệnh gom nhánh cây, cỏ khô, đốt lên sáng rực. Biết có viện binh đến, quân Trịnh không dám tiến. Suốt đêm, Hữu Dật đốc suất quân sĩ tích cực sửa chữa chiến lũy, nhưng trời vừa rạng sáng, Lê Thời Hiến lại tấn công. Quân sĩ Đàng Trong chống trả quyết liệt, cho nên con số bị thương và thương vong của cả hai phía đều tăng lên từng ngày. Lại gặp lúc gíó bấc thổi mạnh, mưa phùn lê thê, lạnh lẽo hơn bao giờ hết, chúa Trịnh Tạc tự xét thấy không thể thắng nổi, nên cho rút quân về....
Sử gia Trần Trọng Kim cho biết thêm: 
Đến tháng Chạp, trời mưa rét và lại nghe tin rằng Trịnh Căn đi đến Linh Giang (tức sông Gianh) phải bệnh nặng, Trịnh Tạc bèn sai Lê Hiến ở lại trấn thủ Nghệ An, Lê Sĩ Triệt làm Đô Đốc đóng ở Hà Trung để giữ các nơi yếu lộ, lấy sông Linh Giang mà phân giới hạn Nam Bắc, rồi rút quân về Thăng Long
Làm lễ cầu siêu cho các tướng sĩ Đàng Trong lẫn Đàng Ngoài chết trận, thả tù binh xong; tháng 4 dương lịch 1673, công tử Hiệp Đức về đến Thạch Xá. Chúa Hiền mừng rỡ, khen ngợi, ban thưởng nhiều vàng bạc. Nhận thưởng, nhưng sau đó công tử Hiệp Đức từ bỏ gia đình, quyết chí xuất gia, tuy mới 20 tuổi. Sách Đại Nam nhất thống chí', chép:
...Chúa thượng nghe tin thắng trận, thưởng cho 100 lạng vàng, 100 lạng bạc và 50 tấm gấm. Sau khi đem quân về, Hiệp bỏ hết nữ sắc, dựng am nhỏ thờ Phật, giảng bàn nghĩa lý huyền vi"...

### Là nhà sư
Nhà văn Sơn Nam kể:
Khi chỉ huy chiến trận, ông hoàng Hiệp sống khắc khổ, ngồi trong trại, chỉ có hai vệ sĩ túc trực bên cạnh. Lần nọ, một lão già ở Quảng Bình tên Bật Nghĩa đến trại với ý định "tiến" cho ông một thiếu nữ xinh đẹp. Tuy từ chối nhưng ông không quên cấp cho lão già 10 quan tiền, vì hiểu rằng người cha nọ hành động như vậy chỉ vì quá túng thiếu cơm áo ở thời loạn .
Sách Lịch triều tạp kỷ của Ngô Cao Lãng kể:
Quận Hiệp Nguyễn Phước Chiểu, từ sau cuộc chiến tranh năm Nhâm Tý (1672) kéo quân về Nam (Phú Xuân), trong lòng mộ đạo Phật, đi du lãm không sót một danh lam thắng cảnh nào. Quận Hiệp dựng một tòa am nhỏ tại xã Khách Quán, ở một mình ăn chay, thường đốt hương, tụng kinh niệm Phật 

### Viên tịch
Ông hoàng Hiệp liễu đạo năm 22 tuổi, vào ngày rằm tháng 6 năm Ất Mão, an táng ở làng Hiền Sĩ, thuộc huyện Phong Điền, tỉnh Thừa Thiên, có lẽ không lưu lại một bút tích, một bài thơ truyền khẩu nào. Nhưng hậu thế tưởng còn nhận được hình bóng bất diệt của ông qua nụ cười phảng phất trên môi của các tượng Bồ Tát trong chùa, giữa tiếng kệ kinh....
Sách Lịch sử Phật giáo Đàng Trong cho biết thêm:
Theo tài liệu của chùa Minh Thiện ở núi Bút Sơn, làng Thanh Tuyền, phía Tây dinh Thái Khang (sau chùa dời về ở xã Diên Lạc, huyện Diên Khánh, tỉnh Khánh Hòa) thì chính Tôn Thất Hiệp, là Tổ khai sơn chùa Minh Thiện và khi ấy ông có pháp danh là Giác Sanh Thiền Hòa Tử.
Sau thời gian hoằng hóa ở chùa này, ngày rằm tháng 6 năm Ất Mão (ngày 6 tháng 8 năm 1675), nhà sư Giác Sanh Thiền Hòa Tử viên tịch, được chúa Hiền ban thụy hiệu là Tịnh Đức Phổ Chiếu Hòa thượng.

## Thông tin thêm
Theo Gia phả Nguyễn Phước tộc, thì Tôn Thất Hiệp mất vì bệnh đậu mùa. Thương tiếc, chúa Hiền phong tặng ông là: "Minh Nghĩa Tuyên Đức, Công Thần, Khai Phủ Quốc Thượng tướng Quân, Cẩm Y Vệ, Đô Đốc Phủ Sự, Thiếu úy Hiệp Quận Công", thụy là Toàn Tiết. Nhà thờ ở Làng Vân Thê (Thừa Thiên), mộ táng trong khuôn viên nhà thờ.
Năm Gia Long thứ 4 (1805), ông được liệt vào hàng thượng đẳng công thần khai quốc, được thờ phụ ở Tả Vu nhà Thái Miếu (Huế). Đến năm Minh Mạng (1823) thứ 4 được tấn phong là Thành Quốc công.

## Sách tham khảo
- Trần Trọng Kim, Việt Nam sử lược. Nhà xuất bản Tân Việt, Sài Gòn, 1968.
- Sơn Nam, Nói về miền Nam, chương: Ông Hoàng Hiệp và trận giặc năm 1673. Nhà xuất bản Trẻ, 2009.
- Phạm Văn Sơn, Việt sử tân biên (Quyển 3). Tác giả tự xuất bản, Sài Gòn, 1959.
- Nguyễn Hiền Đức, Lịch sử Phật giáo Đàng Trong. Nhà xuất bản Thành phố Hồ Chí Minh, 1995.